# Martin A-30
Le Martin A-30 Baltimore est un bombardier léger d'attaque, bimoteur. Il fut construit selon les spécifications de l'USAF mais elle ne l'utilisa jamais. Les utilisateurs furent donc la RAF, les armées de l'air canadienne, australienne et sud-africaine. Il est construit sur la base du Martin 167.

## Conception et développement

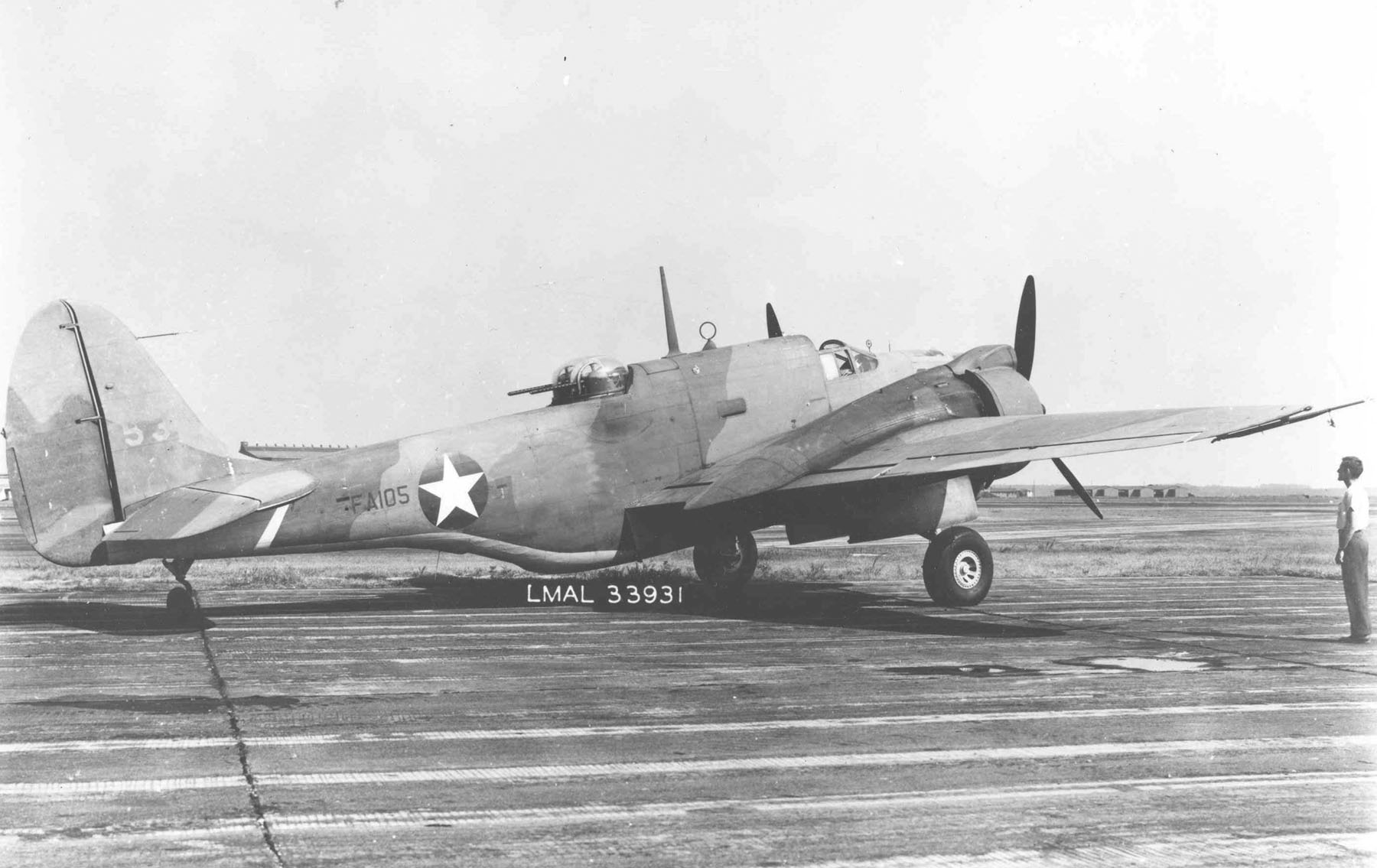
A-30 de l'USAF.

Initialement désigné A-23 (dérivé du  Martin 167 Maryland A-22), le Modèle 187 (désignation de la société) avait un fuselage plus profond et des moteurs plus puissants. Le modèle 187 a répondait aux  besoins d'un bombardier léger moyenne portée, initialement commandé par la Commission des achats anglo-française comme un projet commun en mai 1940. L'armée de l'air française cherchait à remplacer le Maryland ; 400 avions étaient commandés. Avec la défaite de la France, la RAF  a repris la commande et lui donna comme nom de service Baltimore. Pour que l'avion puisse être fourni pour les Britanniques dans le cadre du Lend-Lease Act la désignation A-30 lui a été attribuée par l'United States Army Air Forces.
Avec l'adoption du Lend Lease Act deux autres lots de 575 et 600 ont été fournis à la RAF.

## Histoire opérationnelle

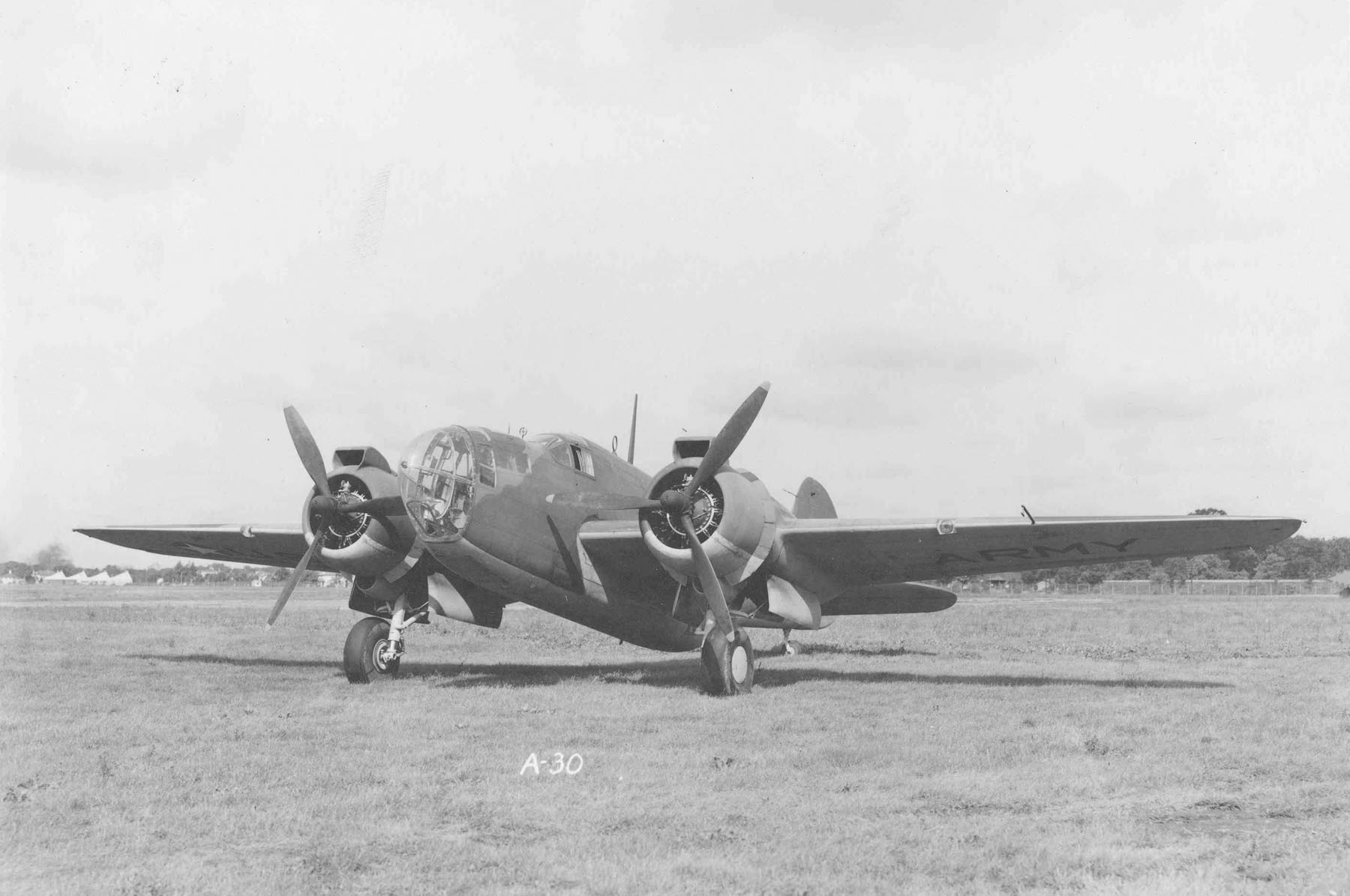
Un Martin A-30 aux couleurs de l'USAAF avant livraison.

Les premiers avions britanniques ont été livrés  fin de 1941 pour équiper les unités d'entraînement opérationnelles. La RAF a seulement utilisé les Baltimore opérationnels sur le théâtre de la Méditerranée et en Afrique du Nord. 
Beaucoup d'utilisateurs ont été impressionnés le changement que le Baltimore représentait par rapport aux avions plus anciens comme le Bristol Blenheim.  
Les utilisateurs du Baltimore, Benjamin R. Wallace, pilote, ont loué l'avion pour son armement lourd, sa résistance structurelle, sa maniabilité, la précision des bombardements, et ses performances relativement élevées, mais les équipages se sont plaints des conditions exiguës semblables à celles du précédent bombardier Maryland.
À cause du fuselage étroit, il était presque impossible aux membres de l'équipage de changer de position pendant le vol en cas de blessure (la structure de l'intérieur faisait que le pilote et l'observateur étaient séparés de l'opérateur radio et du mitrailleur arrière). C'était le cas pour la plupart des bombardiers légers de l'époque comme le Handley Page Hampden, Douglas Boston, et Blenheim. Les équipages se sont également plaints des difficultés à maîtriser l'avion au sol. Au décollage, le pilote devait coordonner parfaitement les commandes  pour éviter un chavirage, ou pire.
Participant aux mesures pour arrêter l'avance de Rommel, le Baltimore a subi des pertes massives quand il a été utilisé comme un avion d'attaque à basse altitude, en particulier dans le chaos de la guerre du désert où la plupart des missions étaient sans escorte. Cependant, fonctionnant à moyenne altitude avec une escorte de chasseurs, le Baltimore avaient un taux de perte très faible, la majorité des pertes provenant d'accidents opérationnels.
Entreprenant une variété de missions au Moyen-Orient, en Méditerranée et sur les théâtres européens, le rôle du Baltimore incluait la reconnaissance, le remorquage de cible, la patrouille maritime, intrusion de nuit et il a même servi de transport rapide  très inconfortable. Le Baltimore a eu un service limité dans la marine avec des avions transférés de la RAF en Méditerranée pour équiper un escadron en 1944. Utilisé dans la lutte anti-sous-marin pendant la guerre, le Baltimore a obtenu un succès modéré, coulant jusqu'à huit sous-marins.
La RAF a également fourni des avions à d'autres Alliés dans la région méditerranéenne. Après la capitulation de l'Italie en 1943, il a été utilisé intensivement dans la campagne italienne pour dégager la route de Rome pour l'avancée des forces alliées. Après l'armistice, un escadron italien, le Bomber Wing 28, a été équipé d'anciens Baltimore de la RAF, devenant ainsi le co-belligérant Stormo Baltimore. Les Italiens ont subi des dommages considérables au cours de leur phase de formation sur le Baltimore. La majorité des accidents étaient pendant les phases de décollage et d'atterrissage en raison de l'assez haute charge alaire de l'avion, la vitesse d'approche élevée et un problème directionnel de stabilité lors des décollages. Les Italiens ont exploité le Baltimore pendant seulement six mois environ. Beaucoup des opérations étaient en Yougoslavie et la Grèce, en fournissant un soutien aérien pour les forces partisanes ou des parachutages de fournitures.
La plupart de Baltimore ont été démolis peu après la guerre, même si un escadron de la RAF a continué à l'utiliser au Kenya, où l'avion a été utilisé  pour la cartographie aérienne et la lutte antiacridienne jusqu'en 1948. Parmi son utilisation d'après-guerre, le Baltimore a pris part aux tests dans le but de briser le mur du son dans l'United States Navy. Avec ses moteurs  très puissants et sa construction légère et robuste, l'avion a pu être lancé à grande vitesse, atteignant Mach 0,74 dans les tests. Tous les Baltimore ont été retirés du service fin 1949, le dernier étant parti à la retraite le 23 décembre 1949.

## Survivants
Bien que le Baltimore ait été produit en plus grand nombre que tout autre conception de Martin à l'exception du B-26 Marauder, avec 1 575 unités produites, pas un avion n'a survécu intact, bien que l'on connaisse l'épave de plusieurs d'entre eux.

### Développement lié
- Martin Maryland

### Aéronefs comparables
- Douglas A-20 Havoc
- Heinkel He 111
- Kawasaki Ki-48
- Lockheed Hudson